# Bazilika svetega Lovrenca, Firence
Bazilika San Lorenzo v Firencah je znana po svoji čisti renesančni notranjosti in po kapelah, v katerih so pokopani člani družine Medičejcev.
Po tlorisu je cerkev triladijska bazilika. Prečna ladja se na obeh straneh nadaljuje v večji kapeli, Staro zakristijo in Novo zakristijo. V podaljšku glavne ladje je bila za oltarjem kasneje prizidana Kapela vladarjev, ki po prostornini močno presega vse ostale prostore, višina njene kupole pa sega nad streho cerkve. Ob cerkvi je samostan in v njem Medičejska knjižnica. To je prva cerkev, ki je bila zgrajena v novem, renesančnem slogu in je bila zgled mnogim naslednjim gradnjam. Načrt za cerkev in Staro zakristijo je naredil Filippo Brunelleschi, za Novo zakristijo in knjižnico pa Michelangelo.

## Zgodovina gradnje
Cerkev, ki je na tem mestu stala od 1059, so 1418 meščani sklenili povečati in obnoviti po načrtih arhitekta Filippa Brunelleschija. Giovanni di Bicci de' Medici je plačal Staro zakristijo in sosednjo kapelo. Gradnja je takoj vzbudila občudovanje in arhitekt je 1421 dobil denar za prečno ladjo in tri naslednje kapele. 1425 je bila zaradi vojne gradnja prekinjena. Po sedemnajstih letih je Cosimo de' Medici Starejši prevzel stroške za dokončanje cerkve (40.000 zlatih florintov). 1446 je Brunelleschi umrl. Delo je nadaljeval Antonio Manetti.
Za fasado je bilo veliko predlogov, a nikdar ni bilo denarja za izvedbo. 1532 so po Michelangelovem načrtu zgradili na notranji steni vhodne fasade portal in galerijo, predvideno za relikvije, ki jih je papež Klemen VII. poklonil cerkvi. Zvonik so naredili 1741 po načrtih Ferdinanda Ruggierija. 

## Notranjost ladje
V notranjosti je Brunelleschi ohranil triladijski tloris stare cerkve in kombiniral njene romanske elemente, polkrožne oboke, ki jih nosita dve vrsti monolitnih toskanskih stebrov, z elementi iz antične grške in rimske arhitekture kot so korintski stebri, rebrasti pilastri, okrasni zaključki in posebnostjo, naklado (grško ogredje) med stebrom in lokom. Njegov slog ima jasno, človeku prijazno, čisto arhitekturno zasnovo, s skrbno uravnoteženimi prostorninami in razmerji in dosledno izpeljavo kontrastov med modro sivim kamnom (pietra serena) in belim ozadjem. Glavna ladja ima raven kasetiran strop, okrašen s štirimi medičejskimi grbi. Obokani stranski ladji imata ob straneh kapele, z okroglimi okni nad njimi, ki osvetljujejo cerkev.
Notranjost se ponaša z mnogimi umetniškimi deli:
- Dve Donatellovi prižnici Pulpito della Passione (Prižnica pasijona), stoječi na jonskih stebrih z reliefnimi prizori iz Kristusovega življenja. Donatello ju je začel graditi v zadnjih letih življenja, dokončali pa so ju njegovi učenci. S spreminjajočo se globino reliefa so umetniki dosegli veliko izraznost in plastičnost likov.
- Tabernakelj Desideria da Settignana iz 1461, ki po ljubkosti še prekaša Donatellovo delo in je bil vzor mnogim drugim umetnikom.
- Oltarna slika Oznanjenje, ki jo je 1437 naslikal Filippo Lippi združuje preciznost poznogotskega slikarstva s plastično izstopajočimi liki in perspektivo zgradb.
- Poroka device Marije, ki jo je 1523 naslikal manierist Rosso Fiorentino.

Pred glavnim oltarjem je v tla vgrajena mnogobarvna inkrustacija v obliki kroga znotraj kvadrata z medičejskimi grbi v vogalih. Plošča označuje mesto, kjer je spodaj v kripti pokopan Cosimo de' Medici Starejši.

## Stara zakristija
Obnova cerkve se je začela s Staro zakristijo (Sagrestii Vecchia), ki se jo lahko obravnava tudi kot samostojen objekt, ki ga imajo strokovnjaki za enega največjih dosežkov zgodnje renesanse. Osnovna oblika kapele je kocka, ki se zgoraj preko pendentiva nadaljuje v rebrasto kupolo. Klasični arhitekturni elementi, rebrasti pilastri s korintskimi kapiteli, okrasni venci, loki in okviri, so izdelani iz modro sivega kamna in izstopajo iz beline ozadja. Zadnja stena se v srednji tretjini odpira v prostor za oltar, ki ima tudi kvadratni tloris in je tudi pokrit z majhno kupolo. Vse mere izhajajo iz stranice osnovnega kvadrata. S stebri in pedimentom uokvirjena vrata levo in desno od oltarne odprtine je kasneje dodal Donatello.
Donatello je prevzel izdelavo okrasja: kerube, ki tvorijo okrasni venec; večbarvne okrogle reliefe s prizori iz življenja sv. Janeza Evangelista na pendentivu; štiri evangeliste v lunetah; oltar z izrezljano ograjico; čudovita bronasta vrata s figurami štiridesetih mučenikov in apostolov na obeh straneh oltarja in nad njimi reliefa sv. Kozme in sv. Damijana ter sv. Štefana in sv. Lovrenca.
V središču kapele ležita v sarkofagu, pokritem z marmornato oltarno mizo, Giovanni di Bicci de' Medici in žena Picarda Bueri. Elegantni grob levo od vhoda v kapelo je 1472 izdelal Andrea Verrocchio po naročilu Lorenza Veličastnega in njegovega brata v čast očeta Piera in strica Giovannija.

## Nova zakristija
Kardinal Giulio je Michelangelu naročil izgradnjo Nove zakristije 1420 in sicer arhitekturo in okrasje. V tlorisu in gradbenih elementih je Michelangelo sledil konceptom iz Brunelleschijeve Stare zakristije, a je pod kupolo, ki je tu kasetirana, vstavil še mezanin, tako da je dobil veliko višji prostor.
Grobove je postavil na tri stene: na steni nasproti oltarju sta pokopana Lorenzo Veličastni in njegov ubiti brat Giuliano, na stranskih stenah pa Lorenzov najmlajši sin, tudi Giuliano (vojvoda Nemourski), in vnuk Lorenzo II.(vojvoda Urbinski). Grobova slednjih dveh je Michelangelo okrasil z njunima sedečima kipoma in alegoričnimi figurami pri njunih nogah. Potem pa je, po 14 letih dela v presledkih, Firence zapustil in kapela je ostala nedokončana. Sarkofag prvih dveh je tako ostal neokrašen in neizdelani še mnogi kipi, ki jih je imel v načrtu. Na oltarju kapele je Michelangelova znamenita Medičejska Marija.

## Kapela vladarjev
Kapelo vladarjev sta načrtovala že Cosimo I. in Giorgio Vasari, a so jo začeli graditi šele 1605 po zamisli Dona Giovannija de' Medici, ki sta jo dodelal Buontalenti in kasneje Matteo Nigetti. Nastala je ogromna centralno načrtovana osmerokotna dvorana s kupolo, ki izstopa v panorami mesta. Kupola je bila dograjena šele 1826. Tla in stene so prekrite z dragocenimi marmorji. Na spodnjem delu stene je šestnajstih grbov toskanskih mest, izdelanih v tehniki pietra dura iz poldragih kamnov (jaspis, lazurni kamen), koral in biserovine. Nad njimi je sedem velikih sarkofagov iz orientalskega granita in zelenega jasperja, posvečenih toskanskim vojvodom, trem Cosimom, trem Ferdinandom in Francescu. Nad njimi so uokvirjene niše za kipe, a le dve vsebujeta celopostavna kipa nadnaravne velikosti iz brona. Nad nišami za kipe so ogromni medičejski grbi. Ena stranica prostora se odpira v oltarno nišo z oltarjem. Vse je v osupljivi, pretirano dragi izvedbi, impresivno delo toskanskih delavnic, ki v presledkih traja vse do današnjega časa.
Kupolo je poslikal 1828-36 Pietro Benvenutti s freskami iz bibličnih tem in svetniki. Iz oltarne niše je vhod v dva majhna prostora z relikvariji in dragocenostmi, vključno z muslimanskimi deli iz 10. stoletja iz nekdanje zbirke Lorenza Veličastnega.
Posmrtni ostanki niso shranjeni v opisanih sarkofagih ampak v kripti pod njimi, kjer so vojvode pokopani skupaj z ženami in otroki.
- Notranjost in Donatelovi prižnici.
- Stara zakrstija.
- Urejanje bazilike svetega Lovrenca
- Notranjost Kapele vladarjev